# Die Glasmenagerie (1987)
Die Glasmenagerie ist ein US-amerikanisches Filmdrama aus dem Jahr 1987 von Paul Newman. Die zweite Kinoadaption des gleichnamigen Theaterstücks von Tennessee Williams wurde von Cineplex Odeon Films und Aspetuck Productions produziert.

## Handlung
St. Louis in den 1930er Jahren: Amanda Wingfield lebt mit ihren beiden Kindern Tom und Laura in einem schäbigen Appartement. Ihr Mann hat sie vor 16 Jahren mit den Kindern sitzengelassen, seitdem schwelgt sie in den Erinnerungen an vergangene Zeiten. Während Amanda als Ratgeberin für Haushaltsfragen Artikel für eine Zeitung verfasst, arbeitet Tom in einem Kaufhauslager. Er schreibt in seiner Freizeit Gedichte und geht jeden Abend ins Kino. Die scheue und introvertierte Laura hat ein Holzbein. Sie sammelt leidenschaftlich kleine Tierfiguren aus Glas. Amanda nennt die Sammlung Lauras Glasmenagerie.
Amanda ist besorgt, dass es für ihre Tochter keinen passenden Partner geben könnte. In ihrer Jugend im Mississippi-Delta war sie sehr begehrt und möchte das Gleiche für ihre Tochter. Zu ihrer Bestürzung hat Laura die Handelsschule verlassen. Sie begründet dies damit, dass ihr bei einer Prüfung vor der Klasse schlecht geworden sei, was ihr sehr peinlich war. Seitdem hat sie jeden Morgen das Haus verlassen, um den Zoo zu besuchen. Laura, die während der High School mit Jim O’Connor befreundet war, sieht sich wegen ihres Holzbeines selber als Krüppel. Amanda besteht darauf, dass Laura von einem kleinen Defekt spricht.
Ein Streit zwischen Amanda und Tom führt dazu, dass beide nicht mehr miteinander sprechen. Mehrere Wochen lang kommunizieren sie durch Nachrichten, die Laura überbringt. Als Laura auf der Treppe stolpert, springen Amanda und Tom hinzu und fangen sie auf. Nun erst entschuldigt sich Tom bei seiner Mutter. Amanda ermutigt ihn, seiner dichterischen Begabung nachzugehen und warnt ihn zudem vor exzessiven Alkoholgenuss. Sie bittet ihn, für Laura einen netten jungen Mann zu finden. Trotz seiner Bedenken schlägt er seinen Kollegen Jim O’Connor vor, der Radiotechnik und Rhetorik studiert. Es ist Lauras ehemaliger Schulfreund, wobei sich Tom sicher ist, dass Jim Laura wegen ihrer schüchternen und unauffälligen Art überhaupt nicht wahrgenommen hat.
Jim kommt zum Abendessen zu Besuch und schlägt Tom vor, Kurse in Rhetorik zu belegen. Tom gesteht, dass er sich bei der Handelsmarine eingeschrieben hat und daher St. Louis bald verlassen werde. Die Gebühr hat er mit dem Geld für die Stromrechnung bezahlt. Laura ist wegen Jims Besuch so aufgeregt, dass ihr schlecht wird. Sie bleibt in ihrem Zimmer, bis Angela sie überredet, doch zu Tisch zu kommen. Laura erleidet einen Schwächeanfall, während die anderen essen. Als der Strom abgeschaltet wird, holt Angela Kerzen. Jim versucht, ein  Gespräch mit Laura in Gang zu bringen, doch sie ist so nervös, dass sie kaum sprechen kann. Schließlich sprechen sie über ihre gemeinsame Zeit an der Schule. Jim trat in der Theatergruppe in dem Stück Pirates of Penzance auf. Laura hat das Programmheft aufbewahrt, auf dem sie damals ein Autogramm von ihm wollte. Laura war jedoch zu schüchtern um ihn anzusprechen. Er gibt ihr nun das Autogramm. Laura fragt ihn nach seiner damaligen Verlobten Emily. Jim antwortet, er sei nicht mehr mit ihr zusammen.
Laura zeigt Jim ihre Figurensammlung und reicht ihm ein Einhorn. Jim schlägt auch Laura einen Kurs in Rhetorik vor, der ihr helfe, ihren Minderwertigkeitskomplex zu überwinden. Jim hört Musik aus einem Tanzlokal auf der anderen Straßenseite und bringt Laura dazu, mit ihm zu tanzen. Sie tanzen Walzer, dabei stoßen sie an den Tisch, auf dem das gläserne Einhorn steht. Es fällt herunter und das Horn bricht ab. Laura spielt den Unfall herunter und sagt, das Einhorn sei nun ein Pferd, wie jedes andere auch. Jim küsst Laura, entschuldigt sich jedoch sofort dafür, da er mit seiner Freundin Betty verlobt sei. Laura schenkt Jim das Einhorn als Andenken an diesen Abend. Amanda bringt einen Krug Limonade und bittet Jim, Laura öfters zu besuchen. Jim muss absagen, da er und Betty im Juni heiraten werden. Er dankt Laura für das Andenken und Amanda für die Gastfreundschaft und geht.
Amanda macht Tom Vorwürfe, dass er Laura einen in einer Beziehung stehenden Mann vorgesetzt habe. Toms Beteuerung, er habe nichts von der Verlobung gewusst, glaubt sie nicht. Sie nennt die Situation sonderbar und bezichtigt Tom, selbstsüchtig zu sein. Kurz darauf verlässt Tom St. Louis und geht zur Handelsmarine. Er sieht seine Familie nie wieder, denkt aber oft an Laura.

## Produktion

### Hintergrund
Gedreht wurde der Film vom 27. Oktober bis Anfang Dezember 1987 in den Kaufman-Astoria-Studios in New York.
Das Bühnenstück wurde am Broadway 1945 uraufgeführt und seitdem mehrere Male von verschiedenen Ensembles gespielt. 1985 feierte das Stück in Williamstown (Massachusetts) Premiere mit Joanne Woodward als Amanda, Karen Allen als Laura, John Sayles als Tom und James Naughton als John. Durch den Erfolg wurde die Aufführung an das Long Wharf Theatre in New Haven (Connecticut) geleitet. Hier wurde Sayles von Treat Williams ersetzt. Paul Newman, Ehemann von Joanne Woodward, war so beeindruckt, dass er eine Verfilmung des Stücks als historisches Archiv der großartigen Darstellerleistungen plante.
Da Treat Williams nicht zur Verfügung stand, sprang für ihn John Malkovich ein, der in den 1970er Jahren die Rolle des Tom in Chicago gespielt hatte. Das Budget wurde mit 3,3 Millionen Dollar angegeben. Alle Darsteller und auch Paul Newman arbeiteten für den gewerkschaftlichen Mindestlohn und waren prozentual am Gewinn beteiligt.
Es handelt sich hier um eine fast exakte Filmadaption des Theaterscripts. Es wurde nichts an Dialog hinzugefügt. Newman ließ im Gegenteil 26 Zeilen streichen, wobei es sich hauptsächlich um innere Monologe handelt, um Szenenwechsel zu erleichtern.
Während das Theaterstück bis dahin mehrmals für das Fernsehen verfilmt wurde, war Newmans Film erst die zweite Kinoversion nach der 1950 von Irving Rapper inszenierten Verfilmung.

### Stab
Susan Bode war für das Szenenbild zuständig, Tony Walton für die Kostüme und die Ausstattung. Für den Ton sorgten Nathan Boxer in der Aufnahme und Tom Fleischman in der Tonmischung.

### Musik
Henry Mancini dirigierte selbst das Musiker-Ensemble, zu dem Dave Bargeron (Posaune), Phil Bodner (Klarinette und Tenorsaxophon), Mel Davis (Trompete), Walt Levinsky (Sopransaxophon), Bucky Pizzarelli (Gitarre), Derek Smith (Piano), Grady Tate (Schlagzeug) und Brian Torff (Bass) gehörten.
Paul Bowles war der Komponist der Titelmelodie.

## Veröffentlichung
Die Weltpremiere des Films fand am 11. Mai 1987 bei den Internationalen Filmfestspielen von Cannes statt. Beim Toronto International Film Festival wurde er zum Abschlussfilm für den 19. September 1987 gewählt. Die Premiere in den USA erfolgte am 23. Oktober 1987 in New York. In der Bundesrepublik Deutschland kam er am 12. November 1987 in die Kinos.

## Kritiken
Der Filmkritiken-Aggregator Rotten Tomatoes hat in einer Auswertung von zwölf Kritiken eine Zustimmungsrate von 75 Prozent errechnet. Das Publikumsergebnis hat sich bei 62 Prozent positiver Bewertungen eingependelt.
Das Lexikon des internationalen Films schrieb: „Eine Neuverfilmung von Tennessee Williams' Frühwerk, die wie die zwei vorhergehenden Filmfassungen (...) ohne neue Reflexionen der Figuren und ihrer inneren Zwänge bleibt; sie verläßt sich "nur" auf Poesie und Atmosphäre und große schauspielerische Leistungen.“
Die Filmzeitschrift Cinema befand: „Intensives Kammerspiel in solider Inszenierung.“
Janet Maslin von der The New York Times lobte die Newman-Version als sehr textgetreu. Sie sei eine ernsthafte und respektable jedoch keine feurige Adaption.
Für Sheila Benson von der Los Angeles Times war Newman erfolgreich, eine reichhaltige, zarte Produktion zu schaffen, die eine Hommage und Ehrbezeugung an Tennessee Williams sei.
In der kanadischen Tageszeitung The Globe and Mail war Jay Scott dankbar dafür, dass der Film den Text als heilig erachte und die Darsteller die Charaktere als Personen behandeln.
Der Kritiker des TV Guide war begeistert von den außerordentlichen Leistungen der Darsteller.
Negative Kritiken erhielt der Film von der Zeitung Washington Post. So schrieb Hal Hinson, Paul Newman sei ein schlechter Regisseur, denn es scheine, er habe alles vergessen, was die Schauspielkunst ausmache. Zwar verfüge der Film über eine beeindruckende Besetzung. Kameramann Ballhaus und Szenenbildner Walton verleihen dem Film eine dunkle, traumhafte Atmosphäre. Doch Newman habe keine Vorstellungskraft.
Zwei Tage später veröffentlichte Desson Howe seinen Artikel, in dem er anmerkte, der Film habe die besten Momente, wenn nichts gesagt werde. Die Dialoge seien zeitraubend, aufgeblasen, altmodisch und theatralisch.

## Auszeichnungen
John Malkovich gewann 1990 eine Sant Jordi Award als bester ausländischer Darsteller. Karen Allen wurde als beste ausländische Darstellerin nominiert.
Beim Internationalen Filmfestival von Cannes wurde der Film 1987 für die Goldene Palme nominiert.
Weitere Nominierungen erhielt 1988 Henry Mancini für den Golden Globe Award in der Kategorie Beste Filmmusik und den Grammy in der Kategorie Best Album of Original Instrumental Background Score Written for a Motion Picture or Television.
Für den Independent Spirit Award wurden 1988 Joanne Woodward als beste Hauptdarstellerin und Karen Allen als beste Nebendarstellerin nominiert.